# Пархомович Олеся Михайлівна
Олеся Михайлівна Пархомович (рос. Олеся (Алеся) Михайловна Пархомович; нар. 11 лютого 1989) — російська футболістка, футзалістка та пляжна футболістка, захисниця.

## Життєпис
У великому футболі на початку дорослої кар'єри виступала за клуб «Нева» (Санкт-Петербург). Восени 2005 року 16-річна футболістка провела 4 матчі у вищому дивізіоні Росії, у всіх виходила на заміни наприкінці поєдинків. У команді грала разом із старшою сестрою Олександрою (нар. 1988). У 2006 році разом із тренером Станіславом Харитоновим та групою футболісток «Неви» перейшла до новоствореної команди «Зірка-2005» (Перм), яка грала в першій лізі. Станом на 2010 рік грала у першій лізі за «Іскру» (Ленінградська область), у 2014 році – за клуб «Альфа-09» (Калінінград).
У міні-футболі виступала за клуби міського та регіонального рівня. У 2010 році у складі петербурзького клубу «Форсаж-ГУТ» стала переможницею чемпіонату МРО «Північ-Захід» (було прирівняно до зонального турніру першого дивізіону Росії) та найкращою бомбардиркою турніру з 5 голами. У 2013 році — срібний призер і найкраща захисниця першого дивізіону Росії.
У пляжному футболі у складі клубу «Кристал-Нева»/«Нева-Сіті» тричі ставала срібною призеркою чемпіонату Росії (2012, 2013, 2014). 2015 року грала за інший петербурзький клуб — «Зірка», і стала чемпіонкою Росії. У 2017 році у складі «Зірки» брала участь у Кубку європейських чемпіонів (3 матчі).
З 2016 року виступала в Естонії за клуби найвищого дивізіону з великого футболу «Левадія» (Таллін) та «Пярну ЯК», а також у футзалі за «Пае Юнайтед». Одночасно тренувала дитячі команди та один із резервних дорослих складів жіночої «Левадії».